# Pressione acustica
La pressione sonora è l'ampiezza dell'onda di pressione, o onda sonora.

Esempio di diagramma della pressione sonora in funzione del tempo: 1. silenzio 2. suono udibile 3. pressione atmosferica (assunta come livello di riferimento) 4. pressione sonora istantanea

La pressione sonora può essere misurata usando un microfono (misura in aria), un idrofono (misura in acqua) o un catodofono. L'unità di misura della pressione sonora è il pascal (simbolo Pa = N/m2), nonostante si ricorra spesso alla scala logaritmica (avente come unità di misura il dB) che esprime invece propriamente il livello di pressione sonora (vedi sotto). La pressione sonora istantanea è la variazione di pressione {\displaystyle p_{0}} causata da un'onda sonora in un certo istante e in un certo punto dello spazio. La pressione sonora efficace è il valore efficace dell'onda:
{\displaystyle p_{\mathrm {rms} }={\sqrt {{1 \over T}\int _{0}^{T}p^{2}(t)\,dt}}}.
Per un'onda sonora, la grandezza complementare alla pressione sonora è la velocità delle particelle. Per piccoli segnali, la pressione sonora e la velocità delle particelle sono proporzionali (legge di Ohm acustica: Δ p = ρ0 c v), e il loro rapporto viene detto impedenza acustica. L'impedenza acustica dipende dalle caratteristiche dell'onda e del mezzo. Il prodotto della pressione sonora e della velocità delle particelle prende il nome di intensità sonora istantanea.
La pressione sonora totale è
{\displaystyle p_{tot}=p_{0}+(p_{max}-p_{0})\sin(\omega _{p}t+\theta _{0})}
con
p0 pressione dell'ambiente,
pmax-p0 ampiezza della pressione sonora.

## Livello di pressione sonora
Il livello di pressione sonora (SPL) o livello sonoro {\displaystyle L_{p}} è una misura logaritmica della pressione sonora efficace di un'onda meccanica (sonora) rispetto a una sorgente sonora di riferimento. Viene misurata in decibel (simbolo {\displaystyle db_{SPL}}):
{\displaystyle L_{\mathrm {p} }=10\,\log _{10}\left({\frac {p}{p_{0}}}\right)^{2}=20\,\log _{10}\left({\frac {p}{p_{0}}}\right){\mbox{ dB}}}
dove p0 è la pressione sonora di riferimento (è circa la soglia uditiva a 1 000 Hz) e p è il valore efficace della pressione sonora che si vuole misurare.
La pressione di riferimento più comunemente utilizzata (in aria) è {\displaystyle p_{0}=20} µPa (RMS).
Può essere utile esprimere la pressione sonora in termini di decibel sonori quando si ha a che fare con problemi legati all'udito, dal momento che l'intensità percepita dall'orecchio è circa proporzionale al logaritmo della pressione sonora (Legge di Weber-Fechner).

### Misura del livello di pressione sonora
Se il mezzo di propagazione è l'aria (o altro mezzo gassoso), il livello di pressione sonora (SPL) è quasi sempre espresso in decibel rispetto alla pressione di riferimento di 20 µPa, di solito considerata la soglia di udibilità per l'uomo (equivale all'incirca alla pressione sonora prodotta da una zanzara che vola a tre metri di distanza). Le misure per strumentazione audio vengono quasi sempre effettuate in riferimento a tale valore. Tuttavia, in altri mezzi, ad esempio in acqua, viene più spesso utilizzata una pressione di riferimento pari a 1 µPa. Questi livelli di riferimento sono definiti nel documento ANSI S1.1-1994. In generale, è necessario conoscere il livello di riferimento quando si confrontano misure di SPL; il fatto che spesso l'unità dB(SPL) venga abbreviata in dB può essere fuorviante, dato che si tratta comunque di una misura relativa.
Dato che l'orecchio umano ha una risposta in frequenza non piatta, si effettuano spesso delle compensazioni in frequenza, in modo che l'SPL misurato coincida con il livello sonoro percepito. La IEC ha definito alcune tabelle di compensazione (o pesatura, weighting). La pesatura A (A-weighting) cerca di adattarsi alla risposta dell'orecchio umano al rumore, mentre la pesatura C (C-weighting) viene usata per misurare i livelli sonori di picco. Se si desidera conoscere l'SPL effettivo (e non quello pesato), molti strumenti consentono di effettuare una misura "piatta" (senza compensazione).
Quando si misura il livello sonoro prodotto da un oggetto, è essenziale misurare anche la distanza dalla sorgente sonora. L'SPL è inversamente proporzionale alla distanza, e non al quadrato della distanza (come succede con l'intensità sonora). Nella maggior parte dei casi, inoltre, dipende anche dalla posizione rispetto alla sorgente, quindi potrebbe essere necessario effettuare numerose misure a seconda dei casi.
La pressione sonora p in N/m² o Pa è
{\displaystyle p=Zv={\frac {J}{v}}={\sqrt {JZ}}}
dove
Z = impedenza acustica, impedenza sonora, o impedenza caratteristica, in Pa·s/m,
v = velocità delle particelle in m/s,
J = intensità acustica o intensità sonora, in W/m².
La pressione sonora p è legata allo spostamento delle particelle (o ampiezza) ξ, in m, dalla relazione 
{\displaystyle \xi ={\frac {v}{2\pi f}}={\frac {v}{\omega }}={\frac {p}{Z\omega }}={\frac {p}{2\pi fZ}}}
Si ha inoltre 
{\displaystyle p=\rho c\omega \xi =Z\omega \xi ={2\pi f\xi Z}={\frac {aZ}{\omega }}=c{\sqrt {\rho E}}={\sqrt {\frac {P_{ac}Z}{A}}}}
espressa in N/m² = Pa.
Nelle relazioni sopra si ha
| Simbolo                                                | Unità SI | Lettura                     | Significato                                  |
| ------------------------------------------------------ | -------- | --------------------------- | -------------------------------------------- |
| p                                                      | Pa       | pascal                      | pressione sonora                             |
| f                                                      | Hz       | hertz                       | frequenza                                    |
| ρ                                                      | kg/m³    | kilogrammi al metro cubo    | densità del mezzo                            |
| c                                                      | m/s      | metri al secondo            | velocità di propagazione del suono nel mezzo |
| v                                                      | m/s      | metri al secondo            | velocità delle particelle                    |
| {\displaystyle \omega } = 2 · {\displaystyle \pi } · f | rad/s    | radianti al secondo         | pulsazione                                   |
| ξ                                                      | m        | metri                       | spostamento delle particelle                 |
| Z = c · ρ                                              | N · s/m³ | newtonsecondi al metro cubo | impedenza acustica                           |
| a                                                      | m/s²     | metri al secondo quadrato   | accelerazione delle particelle               |
| J                                                      | W/m²     | watt al metro quadrato      | intensità acustica                           |
| E                                                      | W·s/m³   | wattsecondi al metro cubo   | densità di energia sonora                    |
| Pac                                                    | W        | watt                        | potenza acustica o potenza sonora            |
| A                                                      | m²       | metro quadrato              | area                                         |

La legge che lega la pressione sonora {\displaystyle {\tilde {p}}} alla distanza {\displaystyle r} da una fonte sonora puntiforme è di proporzionalità inversa:
{\displaystyle {\tilde {p}}\propto {\frac {1}{r}}}
{\displaystyle {\frac {{\tilde {p}}_{2}}{{\tilde {p}}_{1}}}={\frac {r_{1}}{r_{2}}}\,}
{\displaystyle {\tilde {p}}_{2}={\tilde {p}}_{1}{\frac {r_{1}}{r_{2}}}\,}

### Esempi di pressione sonora e SPL
| Sorgente sonora                                                               | Pressione sonora | Liv. di pressione sonora |
|                                                                               | pascal           | dB SPL (rif. 20 µPa)     |
| ----------------------------------------------------------------------------- | ---------------- | ------------------------ |
| Bomba atomica simile a quelle di Hiroshima e Nagasaki                         | 200 000          | 200                      |
| Limite teorico per suono indistorto a 1 atmosfera di pressione ambientale     | 100 237          | 194                      |
| Lesioni istantanee al tessuto muscolare                                       | 35 565           | circa 185                |
| Eruzione del vulcano Krakatoa del 1883 a 160 km di distanza, razzo al decollo | 20 000           | 180                      |
| Colpo di un M1 Garand a 1 m                                                   | 50 23            | 168                      |
| Motore di un jet a 30 m                                                       | 632              | 150                      |
| Guinness Record per il rumore in uno stadio                                   | 257              | 142,2                    |
| Colpo di fucile a 1 m                                                         | 200              | 140                      |
| Soglia del dolore                                                             | 100              | 134                      |
| Danneggiamento dell'udito per esposizione a breve termine                     | 20               | circa 120                |
| Motore di un jet a 100 m                                                      | 6-200            | 110-140                  |
| Discoteca, concerto rock, martello pneumatico a 2 m                           | 2                | 100                      |
| Urlo, fischietto                                                              | 0,6              | 90                       |
| Danneggiamento dell'udito per esposizione a lungo termine                     | 0,3              | circa 85                 |
| Traffico intenso a 10 m                                                       | 0,2-0,6          | 80-90                    |
| Aspirapolvere a 1 m, radio ad alto volume                                     | 0,06             | 70                       |
| Treno passeggeri in movimento a 10 m                                          | 0,02-0,2         | 60-80                    |
| Ufficio rumoroso, radio, TV a 3 m (volume moderato)                           | 0,02             | 60                       |
| Ambiente domestico, teatro a 10 m                                             | 0,006            | 50                       |
| Conversazione normale a 1 m                                                   | 0,002-0,02       | 40-60                    |
| Stanza silenziosa                                                             | 0,0002-0,0006    | 20-30                    |
| Stormire di foglie, respiro umano rilassato a 3 m                             | 0,00006          | 10                       |
| Soglia di udibilità a 1 kHz (uomo con udito sano)                             | 0,00002          | 0                        |
| Camera anecoica                                                               | 0,000007         | -9                       |

### L'SPL nella strumentazione audio
Gran parte dei produttori usano il livello di pressione sonora come indice dell'efficienza elettrica dei loro altoparlanti. La modalità più comune consiste nel misurare l'SPL con il rilevatore posto centralmente e a un metro di distanza dalla sorgente. Viene poi fatto riprodurre un particolare tipo di suono (in genere rumore bianco o rumore rosa) con un'intensità fissa e nota, in modo che la sorgente assorba una potenza pari a un watt. Una misura di questo genere viene ad esempio espressa come "SPL: 93 dB 1W/1m". Questa misura può anche essere un rigoroso rapporto di efficienza tra la potenza sonora in uscita e la potenza elettrica in ingresso, ma questo metodo è meno diffuso.
Questo metro di giudizio per la qualità degli altoparlanti è spesso fuorviante, perché quasi tutti i trasduttori producono livelli di pressione sonora diversi a frequenze diverse, talvolta con variazioni anche di una decina di decibel nella banda di funzionamento (in altoparlanti di scarsa qualità). In genere, il produttore indica un valore medio in una certa banda.

### Campo di udibilità
La pressione di soglia, cioè la minima pressione sonora necessaria all'udibilità, dipende dalla frequenza: è molto vicina a 0 dB per frequenze comprese tra 800 e 5 000 Hz, ma aumenta notevolmente al di fuori di tale intervallo.
Se poi si considera il cambiamento del livello di intensità {\displaystyle DI=10\log {\frac {I_{1}}{I_{2}}}}, si nota che sono necessari almeno 3 dB per avvertire la variazione (con 10 dB si ha la sensazione del raddoppio o dimezzamento).

### Attenuazione della pressione sonora
Nella propagazione delle onde sonore, si ha attenuazione del livello di pressione sonora anche in campo libero, a causa della loro divergenza. Ovviamente la presenza di ostacoli di vario tipo provoca, in aggiunta, diversi tipi di attenuazioni in eccesso:
- assorbimento atmosferico: trasformazione dell'energia sonora in energia termica a causa della vibrazione delle molecole di ossigeno; è direttamente proporzionale alla frequenza del suono, alla distanza sorgente - ricevitore e inversamente proporzionale all'umidità relativa;
- assorbimento della vegetazione: la vicinanza di sorgente e ricevitore al suolo provoca attenuazione delle onde sonore, in particolare se è presente vegetazione; l'effetto è maggiore per le alte frequenze e per distanze superiori ad alcune decine di metri.

Si consideri poi che il gradiente di temperatura in base alla quota altimetrica e la diversa velocità del vento modificano la direzione di propagazione dell'onda sonora al di sopra di una superficie piana; in base al maggiore o minore valore di c (velocità del suono) con la quota si hanno deviazioni verso l'alto (e quindi zone d'ombra acustica) o verso il basso (e quindi rinforzi della pressione acustica). Per quanto riguarda il vento, normalmente la sua velocità è maggiore in quota, e di conseguenza il ricevitore che si trovi in verso concorde riceverà più alti livelli sonori; per quanto riguarda l'effetto della temperatura, si ricordi che c = 331,4 + 0,6 t(°C) [m/s], con conseguente rallentamento del suono in quota e generazione di ombre acustiche a terra (eccezione: condizioni di inversione termica).
Barriere artificiali, come muri non porosi, attenuano il livello sonoro in quanto le onde possono raggiungere il ricevitore solo per diffrazione. L'attenuazione da esse creata è funzione del numero di Fresnel, che a sua volta dipende dalla lunghezza d'onda del suono, dalla distanza in linea d'aria sorgente - ricevitore e dal minimo cammino sopra la barriera. Si può aumentare l'attenuazione con l'apposizione di materiale fonoassorbente, in particolare nella parte superiore della barriera. I suoni di alta frequenza risultano essere i maggiormente attenuati.

## Livello sonoro equivalente
Il livello sonoro equivalente (Leq) di un suono o rumore variabile nel tempo è il livello espresso in dB (ma più solitamente in dBA), di un ipotetico rumore costante che, se sostituito al rumore reale per lo stesso intervallo di tempo, comporterebbe la stessa quantità totale di energia sonora.
Lo scopo dell'introduzione del livello equivalente è quello di poter caratterizzare con un solo dato di misura un rumore variabile, per un intervallo di tempo prefissato.
L'aggettivo equivalente sottolinea il fatto che l'energia trasportata dall'ipotetico rumore costante e quella trasportata dal rumore reale sono uguali.
Il livello sonoro equivalente può essere misurato direttamente con i fonometri che eseguono automaticamente il calcolo della seguente espressione
{\displaystyle L_{eq,T}=10\log {\frac {1}{T}}\int _{0}^{T}{\frac {p^{2}(t)}{p_{0}^{2}}}dt}
dove {\displaystyle T} è l'intervallo di tempo in cui è stata effettuata la misura e {\displaystyle p(t)} è la pressione sonora istantanea del suono o rumore in esame.

## Livello di singolo evento (SEL)
Per definizione il SEL (Single Event Level) è dato dalla relazione
{\displaystyle SEL=L_{EA}=10\log {\frac {1}{T_{0}}}\int _{t_{1}}^{t_{2}}{\frac {p^{2}(t)}{p_{0}^{2}}}dt}
in cui
{\displaystyle T_{0}} = tempo di riferimento pari a 1 secondo
{\displaystyle t_{2}-t_{1}} = periodo di osservazione del fenomeno espresso in secondi
{\displaystyle p(t)} = pressione acustica istantanea
{\displaystyle p_{0}} = valore di riferimento della pressione acustica pari a 20 µPa
Il suo significato è del tutto simile a quello del {\displaystyle L_{eq,T}} ma normalizzato rispetto a 1 secondo: il SEL è il livello costante che se fosse mantenuto per un periodo di 1 secondo avrebbe la stessa energia acustica dell'evento rumoroso o sonoro misurato.
La relazione che correla il SEL i il {\displaystyle L_{eq,T}} è
{\displaystyle SEL=L_{eq,T}+10\log {\frac {T}{T_{0}}}}
dove {\displaystyle T} è l'intervallo di tempo a cui si riferisce {\displaystyle L_{eq,T}} e {\displaystyle T_{0}} è uguale a 1 secondo.
Il SEL è stato adottato per risolvere il problema di misura e raffronto di eventi sonori che differiscono sia per il livello di pressione sonora sia per la durata, è infatti implicito che un confronto sulla base del {\displaystyle L_{e}q} richiede il medesimo tempo di misura per i due eventi.
In campo aeronautico, ad esempio, si fa un estensivo uso del SEL per il raffronto del rumore provocato dal sorvolo aereo di aeromobili con diverse caratteristiche.

## Distribuzione statistico-cumulativa dei livelli di rumore
Nell'analisi di un rumore, specie se di tipo aleatorio, può essere utile rilevare i valori di LN, vale a dire i livelli di rumore che sono stati superati per una certa percentuale di tempo all'interno dell'intervallo di misura. Gli LN più comunemente impiegati sono l'L1, L5, L10 (rumori di picco o livelli di rumore che vengono superati per l'1%, il 5% o il 10% del tempo di rilevamento), l'L50 (rumorosità media), l'L90, L95, L99 (rumorosità di fondo).
Partendo da misure di LN, la rumorosità del traffico veicolare può essere valutata utilizzando il Traffic Noise Index (TNI), secondo la:
{\displaystyle TNI=4(L_{10}-L_{90})+L_{90}-30}